# (2969) Mikula
(2969) Mikula (1978 RU1) – planetoida z pasa głównego asteroid okrążająca Słońce w ciągu 4,8 lat w średniej odległości 2,84 j.a. Odkryta 5 września 1978 roku.